# Маньковское сельское поселение (Забайкальский край)
Се́льское поселе́ние «Маньковское» — муниципальное образование в Александрово-Заводском районе Забайкальского края Российской Федерации.
Административный центр — село Маньково.

## История
Статус и границы сельского поселения установлены Законом Читинской области от 19 мая 2004 года «Об установлении границ, наименований вновь образованных муниципальных образований и наделении их статусом сельского, городского поселения в Читинской области».

## Население
| 2010 | 2011 | 2012 | 2013 | 2014 | 2015 | 2016 |
| ---- | ---- | ---- | ---- | ---- | ---- | ---- |
| 375  | ↘374 | ↘369 | ↗371 | ↘368 | ↘358 | ↘340 |
| 2017 | 2018 | 2019 | 2020 | 2021 |      |      |
| ↘329 | ↘323 | ↗325 | ↘312 | ↘184 |      |      |

## Состав сельского поселения
| № | Населённый пункт | Тип населённого пункта       | Население |
| - | ---------------- | ---------------------------- | --------- |
| 1 | Маньково         | село, административный центр | ↘184      |